# 여자경찰서
여자경찰서 대한민국 정부 수립 이후 초기에 여성 경찰관이 여성 관련 업무를 담당한 경찰서
서울, 부산, 대구, 인천에 설치됨

## 후신
- 서울동대문경찰서: 서울여자경찰서의 후신